# Kornelis Eland
Kornelis Eland (Klundert, 15 september 1838 – Utrecht, 8 augustus 1927) was een Nederlands militair en politicus.
Eland was een genie-officier, die er als minister van Oorlog in het kabinet-Pierson in slaagde de plaatsvervanging bij de dienstplicht af te schaffen. Hij trad af na aanneming van een amendement-Van Gilse betreffende de opneming van verkorte diensttijd (van achtenhalve maand) in zijn ontwerp-Militiewet. Eland had aanvaarding van dit amendement onaannemelijk verklaard. Hij wilde een maximale diensttijd van twaalf maanden in de wet vastleggen (al achtte hij achtenhalve maand oefening voldoende). De Tweede Kamer nam het amendement-Van Gilse met 47 tegen 44 stemmen aan.
Zijn legerhervorming strandde echter, omdat de Tweede Kamer een kortere oefentijd wenste. Hij bleek toch meer technocraat dan staatsman te zijn. Hij was voor hij minister werd commandant van de Stelling van Amsterdam. Vanaf 1905 was hij een niet zo opvallend, maar wel zeer plichtsgetrouw Tweede Kamerlid, zowel in de plenaire vergaderingen als in de afdelingen. Hij hield zich ook toen alleen met militaire zaken bezig. Eland bleef tot zijn 79ste lid. Hij was ridder in de Orde van de Nederlandse Leeuw, ridder eerste klasse der Orde van de Kroon van Siam en de Orde van de Leeuw en de Zon van Perzië.
- Biografisch Portaal: 81695855
- Digitale Bibliotheek voor de Nederlandse Letteren: elan002
- Parlement.com: vg09ll0dewxx
- Virtual International Authority File: 285897107